# Rise and Fall, Rage and Grace
Rise and Fall, Rage and Grace es el octavo álbum de estudio de la banda estadounidense de punk, The Offspring, lanzado el 17 de junio de 2008. El material fue lanzado después de cinco años de inactividad, como continuación de su anterior álbum Splinter de 2003.
El lapso de tiempo entre los álbumes Splinter y Rise and Fall, Rage and Grace, fue el más extenso en la carrera de la banda. The Offspring estaba trabajando en esta producción desde el otoño de 2004, pero no mostraron más signos de progresos hasta el mes de noviembre de 2006, cuando anunciaron en su página web oficial que habían comenzado con el proceso de grabación con el productor Bob Rock. La composición de las letras y el proceso de grabación se extendieron durante casi cuatro años, pasando por tres estudios de grabación. Finalmente, el trabajo fue terminado en el mes de abril de 2008. Para este álbum, la banda lanzó cuatro sencillos musicales, que fueron: «Hammerhead», «You're Gonna Go Far, Kid», «Kristy, Are You Doing Okay?» y «Half-Truism».
Para esta producción, el baterista Atom Willard abandonó la banda en julio de 2007, aunque fue considerado un miembro del grupo durante el proceso de grabación. Willard tuvo problemas de contrato con la discográfica Geffen Records y luego se retiró. Continuó sus funciones con la banda Angels & Airwaves. Poco después, el baterista Pete Parada se unió a la banda a tiempo completo para colaborar en los conciertos y las giras programadas.
Rise and Fall, Rage and Grace obtuvo cuatro discos de platino, por parte de la CRIA. También ganó varias certificaciones en países como Austria, España, Finlandia, Portugal y Estados Unidos. Debutó en el puesto número seis de la lista Billboard 200 y fue uno de los álbumes más vendidos en Australia, Suiza, Francia, Nueva Zelanda y Austria.

## Antecedentes

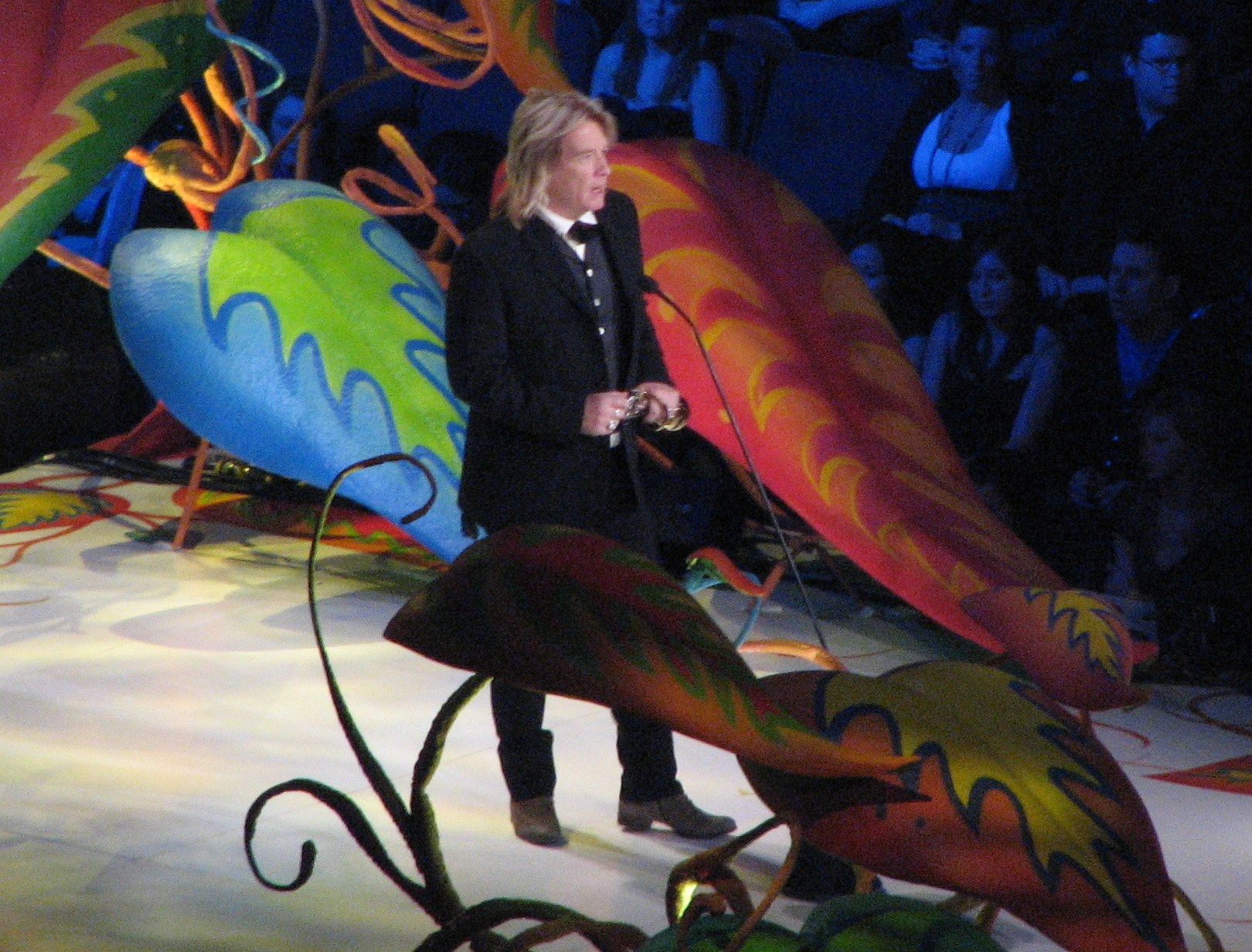
Bob Rock fue el productor musical de Rise and Fall, Rage and Grace.

El trabajo de Rise and Fall, Rage and Grace, se remonta al mes septiembre de 2004, cuando el vocalista y líder de la banda Dexter Holland comentó que quería lanzar una nueva producción musical en 2005, y que estaba decidido a componer nuevas canciones. Para mitad de año de 2005, la banda tocó en el festival Vans Warped Tour Compilation y continuó con una serie de giras que abarcaron Europa y Japón. Coincidiendo con estas giras, Sony Music lanzó el primer álbum recopilatorio de la banda titulado Greatest Hits: The Offspring, un disco compuesto por sus mejores canciones desde 1994 hasta 2005. Poco después, la banda realizó una gira que terminó en otoño de ese mismo año. Para el mes febrero de 2006, Holland anunció en la web oficial que entrarían nuevamente al estudio, para trabajar en las nuevas canciones. Después, Holland comentó que tenían cinco demos y que necesitaban entrar al estudio lo más pronto posible. En noviembre, la banda anunció que para el nuevo material contarían con el productor canadiense Bob Rock, quien se encontraba trabajando con Holland. La grabación del álbum tuvo lugar en Hawái y California.
En una entrevista concedida al portal web Bombshellzine.com, Holland respondió estas palabras en torno al nuevo trabajo:

Estamos en el estudio sólo para mirar algunos detalles musicales. Nosotros no pensamos hacer una copia exacta de otros trabajos anteriores como Smash o Ixnay on the Hombre. Creo que todos nuestros trabajos son relevantes e importantes para la industria del punk, de eso estamos convencidos y esta producción no será la excepción.

## Promoción y lanzamiento
Según una página web finlandesa[¿quién?], la canción «Kristy, Are You Doing Okay?» era el segundo sencillo oficial de Rise and Fall, Rage and Grace. Sin embargo, este rumor resultó ser falso, ya que en la estación radial KROQ, localizada en Los Ángeles, California se lanzó el disco «You're Gonna Go Far, Kid», por lo cual se creyó que éste sería el segundo sencillo. Otras seis estaciones ubicadas al Suroeste de Estados Unidos siguieron la línea de KROQ.
Durante los tres conciertos ofrecidos por la banda en 2008, en California, «You're Gonna Go Far, Kid» y «Hammerhead» fueron las únicas canciones "nuevas" que se tocaron. Los fanes especularon durante la gira de los conciertos comentando que este posiblemente era el segundo sencillo. Esta canción fue lanzada digitalmente en Australia, en julio de 2008 como sencillo; también apareció en la portada del álbum la etiqueta de "promocional", además de «Hammerhead» y «You're Gonna Go Far, Kid». A partir de febrero de 2009, KROQ emitió otra canción del álbum, «Half-Truism», otro posible sencillo. Dexter Holland confirmó en el foro de la web del grupo, que había lanzado un cuarto video musical; el 13 de julio, el video fue grabado y puesto en libertad. El estreno oficial del CD tuvo lugar en el sitio web Imeem, el 9 de junio a las 11 a. m. Actualmente, Imeen es propiedad de Myspace.

## Tour

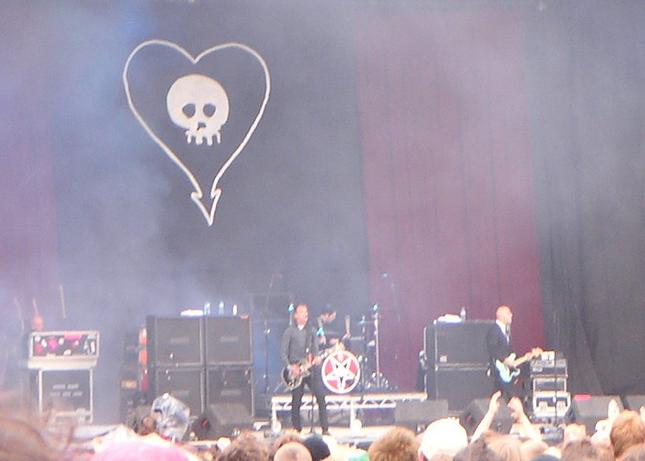
Alkaline Trio fue una de las bandas que acompañó a The Offspring en un tour realizado en Estados Unidos.

En 2007, The Offspring participó en el Summer Sonic, un festival realizado en Japón. La banda interpretó la canción «Hammerhead», mucho antes del lanzamiento del álbum. Más adelante, la canción fue nuevamente interpretada en el festival Soundwave, un concierto realizado en Australia. En mayo de 2008, la banda tocó en festivales como X-Fest, KROQ Weenie Roast y en el The Return Of The Summer Round-Up, realizado por la estación radial KJEE. En estos escenarios también se estrenó esta canción, junto a «You're Gonna Go Far, Kid». Desde entonces, las tocaron en otros festivales, como en el Electric Weekend (España), en Rock in Rio (Portugal) y en Rock am Ring (Alemania).
La banda también tocó en una serie de conciertos en Japón, a mediados del mes de octubre. Después de encabezar el vigésimo octavo concierto del KROQ Almost Acoustic Christmas, la banda decidió tomar un descanso. Luego anuncian una gira por Estados Unidos, junto a otras bandas como Dropkick Murphys, Alkaline Trio, Street Dogs, Pennywise, Shiny Toy Guns y Sum 41. Después se sumaron a otra gira llamada 2010 Unity Tour, junto a 311.

## Estilo musical y recepción
Rise and Fall, Rage and Grace, el primer álbum de la banda después de cinco años de espera, logró vender 46.000 copias en la primera semana en Estados Unidos. Alcanzó la décima posición en la lista de Billboard 200 y en el Digital albums, además de ocupar la posición número cuatro en el Canadian Albums Chart, en Alternative albums y en el Rock albums. También obtuvo una notable aceptación en las emisoras radiales de Australia, ya que se ubicó en la tercera posición del conteo, además de ocupar el quinto puesto en la lista de Suiza, sexta y séptima ubicación respectivamente en Francia y Austria y la novena en Nueva Zelanda. Fue certificado disco de platino por la CRIA y también fue disco de oro en Japón, Rusia y Australia. Las canciones «Hammerhead» y «You're Gonna Go Far, Kid» fueron las más escuchadas en las listas Modern Rock Tracks y Mainstream Rock Tracks, ambas de Billboard. Asimismo, «You're Gonna Go Far, Kid» alcanzó la certificación con disco de oro en Estados Unidos superando las 500.000 copias.
El disco recibió en general reseñas mixtas. Stephen Thomas Erlewine de Allmusic, opinó que «no es que The Offspring suena como quedado en el tiempo [...] —suena desconectado de él». Dave de Sylvia de Sputnikmusic, comentó: «Las letras son tan patentemente ridículas y carentes de perspectiva que se vuelven consumistas». Richard Cromelin de Los Angeles Times, afirmó que el álbum «tiene plena energía, un rock estridente, punk y más allá, pero también hay interludios con [cierta] atmósfera y momentos de reflexión folclórica, con estilo emo».

## Listado de canciones
| Rise and Fall, Rage and Grace |                                 |           |          |  |
| N.º                           | Título                          | Música    | Duración |  |
| 1.                            | «Half-Truism»                   | Offspring | 3:25     |  |
| 2.                            | «Trust in You»                  | Offspring | 3:09     |  |
| 3.                            | «You're Gonna Go Far, Kid»      | Offspring | 2:57     |  |
| 4.                            | «Hammerhead»                    | Offspring | 4:38     |  |
| 5.                            | «A Lot Like Me»                 | Offspring | 4:28     |  |
| 6.                            | «Takes Me Nowhere»              | Offspring | 2:59     |  |
| 7.                            | «Kristy, Are You Doing Okay?»   | Offspring | 3:42     |  |
| 8.                            | «Nothingtown»                   | Offspring | 3:29     |  |
| 9.                            | «Stuff Is Messed Up»            | Offspring | 3:32     |  |
| 10.                           | «Fix You»                       | Offspring | 4:18     |  |
| 11.                           | «Let's Hear It for Rock Bottom» | Offspring | 4:04     |  |
| 12.                           | «Rise and Fall»                 | Offspring | 3:01     |  |
| 41:42                         |                                 |           |          |  |

| Bonus Track |                                |            |          |  |
| N.º         | Título                         | Música     | Duración |  |
| 10.         | «O.C. Life (Edición japonesa)» | Rikk Agnew | 2:53     |  |
| 2:53        |                                |            |          |  |

## Certificaciones discográficas
| 2008 | Rise and Fall, Rage and Grace | Oro | Platino | Oro | Oro | Oro |

## Posicionamiento en las listas
- Álbum

| Año  | Trabajo                       | Posicionamiento en listas | Posicionamiento en listas | Posicionamiento en listas | Posicionamiento en listas | Posicionamiento en listas | Posicionamiento en listas | Posicionamiento en listas | Posicionamiento en listas | Posicionamiento en listas | Posicionamiento en listas   | Posicionamiento en listas | Posicionamiento en listas | Posicionamiento en listas | Posicionamiento en listas | Posicionamiento en listas | Posicionamiento en listas | Posicionamiento en listas | Posicionamiento en listas | Posicionamiento en listas |
| Año  | Trabajo                       | América                   | América                   | América                   | América                   | América                   | América                   | Europa                    | Europa                    | Europa                    | Europa                      | Europa                    | Europa                    | Europa                    | Europa                    | Europa                    | Europa                    | Europa                    | Europa                    | Oceanía                   |
| Año  | Trabajo                       | B 200                     | RA                        | DA                        | AA                        | TA                        | CAC                       | Bandera de Suiza          | Bandera de Austria        | Bandera de Francia        | Bandera de los Países Bajos | Bandera de Bélgica        | Bandera de Alemania       | Bandera de Suecia         | Bandera de Finlandia      | Bandera de España         | Bandera de Portugal       | Bandera de Australia      | Bandera del Reino Unido   | Bandera de Nueva Zelanda  |
| ---- | ----------------------------- | ------------------------- | ------------------------- | ------------------------- | ------------------------- | ------------------------- | ------------------------- | ------------------------- | ------------------------- | ------------------------- | --------------------------- | ------------------------- | ------------------------- | ------------------------- | ------------------------- | ------------------------- | ------------------------- | ------------------------- | ------------------------- | ------------------------- |
| 2008 | Rise and Fall, Rage and Grace | 10                        | 4                         | 10                        | 4                         | 9                         | 4                         | 5                         | 7                         | 6                         | 73                          | 32                        | 13                        | 52                        | 12                        | 43                        | 24                        | 9                         | 39                        | 3                         |

- Sencillos

| Año  | Canciones                     | Posicionamiento en listas | Posicionamiento en listas | Posicionamiento en listas | Posicionamiento en listas | Posicionamiento en listas | Posicionamiento en listas | Posicionamiento en listas | Posicionamiento en listas | Posicionamiento en listas | Posicionamiento en listas | Posicionamiento en listas |
| Año  | Canciones                     | América                   | América                   | América                   | América                   | América                   | América                   | América                   | América                   | Europa                    | Europa                    |                           |
| Año  | Canciones                     | MRT                       | Mo. RT                    | DS                        | Hot 100                   | AT 40                     | Pop 100                   | Pop 100 A                 | CSC                       | Bandera de Alemania       | Bandera de Nueva Zelanda  |                           |
| ---- | ----------------------------- | ------------------------- | ------------------------- | ------------------------- | ------------------------- | ------------------------- | ------------------------- | ------------------------- | ------------------------- | ------------------------- | ------------------------- | ------------------------- |
| 2008 | «Hammerhead»                  | 8                         | 2                         |                           |                           |                           |                           |                           |                           |                           |                           |                           |
| 2008 | «Kristy, Are You Doing Okay?» | 38                        | 7                         |                           |                           | 21                        | 56                        | 44                        |                           |                           |                           |                           |
| 2008 | «You're Gonna Go Far, Kid»    | 10                        | 1                         | 65                        | 63                        |                           |                           |                           | 31                        | 67                        | 28                        |                           |
| 2008 | «Half-Truism»                 | 30                        | 21                        |                           |                           |                           |                           |                           |                           |                           |                           |                           |

## Créditos
| The Offspring - Dexter Holland – Voz, guitarra - Noodles – Voz, guitarra - Greg K – Voz, guitarra, bajo - Josh Freese – Batería | Producción - Jason Goad – Ilustración - Eric Helmkamp – Ingeniero - George Marino – Masterización - Steve Masi – Técnico - Bob Rock – Productor, ingeniero - Chris "X-13" Higgins – Voz |